# Roodkopstruikzanger
De roodkopstruikzanger (Cettia brunnifrons) is een zangvogel uit de familie van Cettiidae.

## Verspreiding en leefgebied
Deze soort komt voor van de Himalaya tot Centraal-China en telt 4 ondersoorten:.
- Cettia brunnifrons brunnifrons: oostelijke Himalaya (Garhwal tot Nepal, Sikkim, Bhutan en het zuidoosten van Tibet)
- Cettia brunnifrons brunnifrons (whistleri): noordwestelijke Himalaya (Kashmir tot Garhwal)
- Cettia brunnifrons umbratica: noordelijk Myanmar tot noordoostelijk India (Assam) en zuidwestelijk China
- Cettia brunnifrons umbratica (umbratica): noordelijk Myanmar tot noordoostelijk India (Assam) en zuidwestelijk China